# Ремутака
Ремутака (англ. Remutaka Range) — хребет на Северном острове Новой Зеландии.
Хребет Ремутака — самый южный на Северном острове, к северу расположены хребты Тараруа и далее Руахине. Они образуют горную цепь протяжённостью от Веллингтона до Ист-Кейпа. Высшая точка, гора Мэтьюз, высота — 940 м над уровнем моря, относительная высота достигает 516 м. Она прекрасно видна как из Веллингтона, так и со стороны пролива Кука.
555-метровая вершина дороги через хребет в его северной седловине называется перевалом Ремутака. Перевал был официально назван 17 декабря 2015 года, когда министр земельной информации подтвердил решение Географического совета Новой Зеландии. B 2017 году хребет официально получил наименование Remutaka, до этого в источниках встречался также вариант Rimutaka.
Геологически хребет молодой, в районе часто происходят землетрясения. Так в 1855 году землетрясение в Уаирарапа подняло Ремутака примерно на 6 м, и вместе с ним поднялось дно пролива Кука.
Во время Первой мировой войны более 30 тысяч новозеландских солдат прошли маршем между военными лагерями в Аппер-Хатте и Фезерстоне по дороге Римутака-Хилл в трехдневном походе протяженностью более 40 км. Было проведено 23 марша численностью от 500 до 1800 человек между сентябрем 1915 года и апрелем 1918 года, в конце обучения солдат для подкрепления Новозеландских экспедиционных сил. Марш был реконструирован в 2015 году.
В 1955 году был открыт туннель Ремутака между Аппер-Хаттом и Фезерстоном.
На территории хребта расположены охраняемые природные объекты — одноимённый лесной парк и Зона сбора воды Ваинуиомата.